# Ultimo amore (film, 1947)
Pour plus de détails, voir Fiche technique et Distribution.
Ultimo amore (qui pourrait se traduire en français par Dernier amour) est un film dramatique italien réalisé par Luigi Chiarini et sorti en 1947. 

## Synopsis
Pendant la Seconde Guerre mondiale, trois amis aviateurs obtiennent une brève permission qu'ils passent à Rome. À l'auberge, ils font la connaissance de Maria (Clara Calamai), une jeune chanteuse avec laquelle ils sympathisent. Le capitaine Rastelli (Andrea Checchi) qui se retrouve seul avec elle , tente d'abuser d'elle, mais l'arrivée du chapelain militaire (Carlo Ninchi) l'en empêche.
À la fin de la permission, les trois officiers rentrent à leur base où ils reçoivent un ordre de mission pour la nuit. Rastelli trouve un moyen de quitter la base et revoit Maria qui lui pardonne et lui avoue même son amour en insistant pour partir avec lui. 
Mais les troupes allemandes ont encerclé l'aéroport, néanmoins Rastelli réussit à rentrer. Blessé, il arrive à monter à bord de son avion et décoller.  Il est attaqué par les chasseurs allemands mais arrive à destination avec ses deux amis morts à bord, lui aussi est mortellement atteint. 
Le film se termine par une scène dans un cimetière militaire : pendant l'enterrement célébré par le chapelain, Maria arrive et se mélange à la famille.

## Fiche technique
- Titre original : Ultimo amore
- Réalisation : Luigi Chiarini
- Scénario : Giuseppe De Santis, Rodolfo Gentile, Cesare Vico Lodovici, Ettore Maria Margadonna, Brunello Rondi, Mario Serandrei
- Décors : Antonio Valente
- Costumes : Gino Carlo Sensani
- Photographie : Otello Martelli
- Son :
- Montage : Mario Serandrei
- Musique : Alessandro Cicognini, Felice Montagnini
- Production :
- Société de production : Pan Film
- Société de distribution :E.N.I.C.
- Pays d’origine :  Italie
- Langue : Italien
- Format : Noir et blanc - Mono
- Genre : Film dramatique
- Durée : 90 minutes
- Date de sortie : 
  - Italie : 5 avril 1947

## Distribution
- Clara Calamai: Maria
- Andrea Checchi: capitaine Rastelli
- Carlo Ninchi:  chapelain
- Dante Maggio: partenaire de Maria
- Aroldo Tieri: sergent d'aviation
- Vira Silenti: sœur du sergent
- Pina Piovani: mère du lieutenant
- Giacomo Rondinella: Lieutenant
- Ughetto Bertucci:
- Cesare Vico Lodovici: